# Acanthoscurria antillensis
Acanthoscurria antillensis är en spindelart som beskrevs av Pocock 1903. Acanthoscurria antillensis ingår i släktet Acanthoscurria och familjen fågelspindlar. Inga underarter finns listade i Catalogue of Life.